# ウィリアム・グラハム (第2代モントローズ公爵)

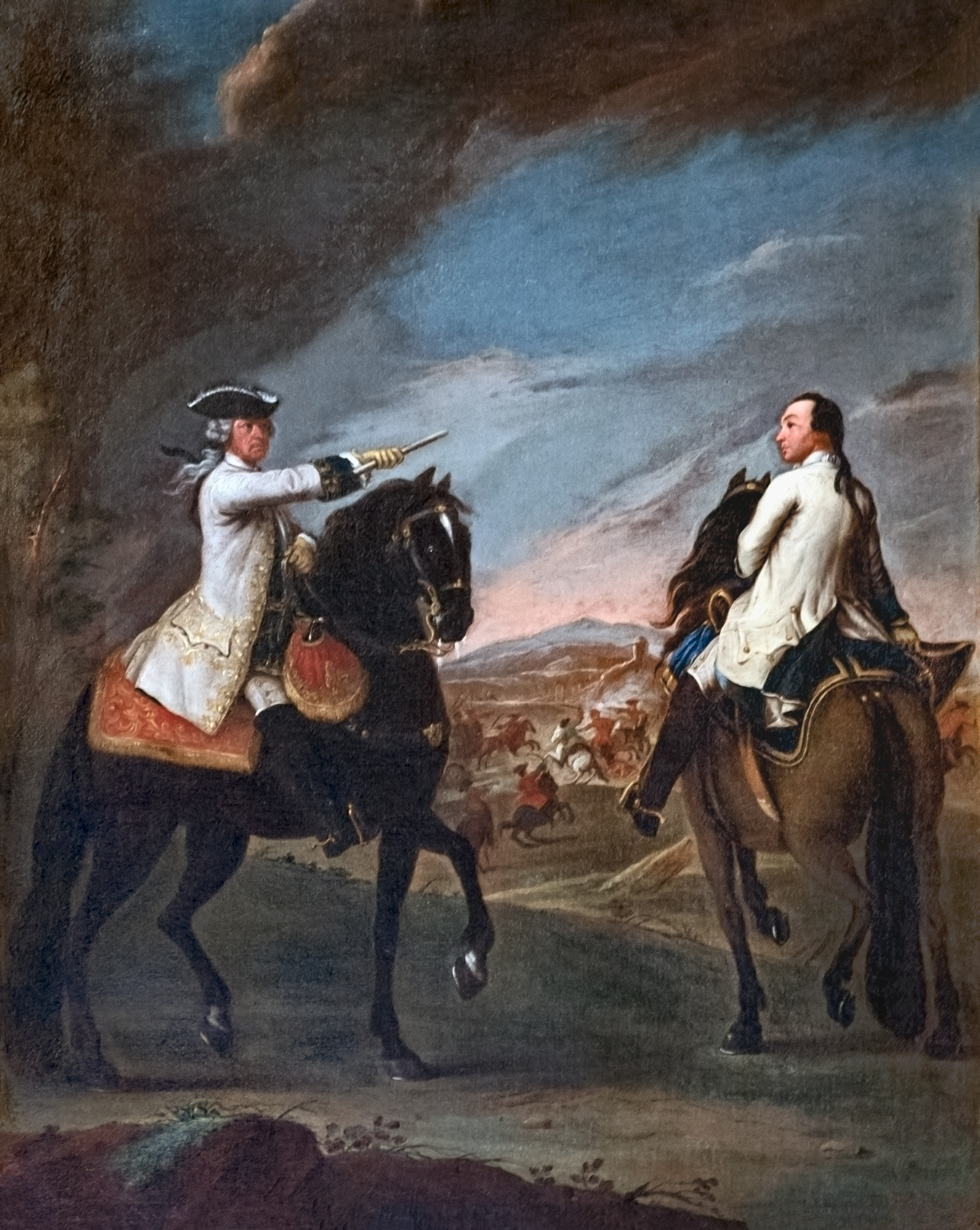
第2代モントローズ公爵、1755年。

第2代モントローズ公爵ウィリアム・グラハム（英語: William Graham, 2nd Duke of Montrose、1712年8月27日 - 1790年9月23日）は、イギリスの貴族。

## 生涯
初代モントローズ公爵ジェームズ・グラハムと妻クリスチャン（旧姓カーネギー、1744年5月25日没、第3代ノーセスク伯爵デイヴィッド・カーネギーの娘）の息子として、1712年8月27日にグラスゴーで生まれた。1723年8月より弟ジョージとともにデヴィッド・マレット（のちに劇作家になる）の教育を受けた。マレットが随行する形でグランドツアーに出た後、1730年5月よりイギリス陸軍に入るが、1731年9月30日に兄デイヴィッドが死去すると、グラハム伯爵位を継承、同時に軍務から引退した。1734年1月17日、貴族院に初登院した。
1742年1月7日に父が死去すると、モントローズ公爵位を継承した。1743年にグラスゴー大学総長に選出された。1745年ジャコバイト蜂起で政府を支持し、蜂起を受けて制定されたスコットランド世襲的司法権廃止法に基づき5,578ポンドを受け取った。
領地管理ではスコットランド各地に散らばる領地を売却して、その代わりスターリングシャーで領地を購入するという形で領地を1か所に集中させた。
1780年12月13日付の手紙で老齢を理由としてグラスゴー大学総長を辞し、息子ジェームズが後任となった。1790年9月23日にトゥイッケナムで死去、アバリーヴェンで埋葬された。息子ジェームズが爵位を継承した。

## 家族
1742年10月28日にルーシー・マナーズ（Lucy Manners、1717年ごろ – 1788年6月18日、第2代ラトランド公爵ジョン・マナーズの娘）と結婚、2男1女をもうけた。
- 男子（1745年1月20日 – 1745年1月20日） - 夭折[1]
- ルーシー（1751年7月28日 – 1780年2月13日） - 1771年6月13日、初代ダグラス男爵アーチボルド・ダグラスと結婚、子供あり[1]
- ジェームズ（1755年9月8日 – 1836年12月30日） - 第3代モントローズ公爵[1]